# Un p'tit gars de Ménilmontant
 (juin 2018).
Si vous disposez d'ouvrages ou d'articles de référence ou si vous connaissez des sites web de qualité traitant du thème abordé ici, merci de compléter l'article en donnant les références utiles à sa vérifiabilité et en les liant à la section « Notes et références ».
Pour plus de détails, voir Fiche technique et Distribution.
Un p'tit gars de Ménilmontant est un film policier français réalisé par Alain Minier, sorti en 2013.

## Synopsis
Après 15 années derrière les barreaux, un homme retrouve son quartier complètement changé. Celui-ci va tenter de reprendre sa place dans un lieu qu'il ne reconnaît plus.

## Fiche technique
- Titre : Un p'tit gars de Ménilmontant
- Réalisation : Alain Minier
- Scénario : Alain Minier
- Directeur de la photographie : Cyril Renaud
- Montage : Raphaële Urtin
- Musique : Thomas Couzinier, Frédéric Kooshmanian, Philippe Mallier et Michel Ochowiak (passage de la chanson de Charles Trenet Ménilmontant)
- Producteur : Michel Robin et Alain Minier
  - Producteur exécutif : Hugues Deniset
- Production : Djinn Productions et Bad Company
- Distribution : Kanibal Films Distribution
- Pays :  France
- Genre : policier
- Durée : 90 minutes
- Sortie :
  -  France : 20 mars 2013

## Distribution
- Olivier Marchal : Jo, le taulard
- Smaïn : Maklouf, le tenancier du bar
- Catherine Marchal : Marianne, une ex de Jo
- Nassim Boutelis : Nassim, une racaille qui rançonne Maklouf
- Fatima Adoum : la mère de Nassim
- Jeanne Savary : Karen, la femme de Maklouf
- Hélène Bizot : Agnès
- Sofia Lassoued : Samia, l'amie d'Hugo et sœur de Nassim
- Tom Invernizzi : Hugo, le fils de Marianne
- Rabah Nait Oufella : un grand
- Virgil Davin : Manu
- Hassane Gassama : Mo
- Jonas Dinal : le premier policier

## Critiques
Le film a reçu une critique négative de Télérama.